# Himilo Qaran
Himilo Qaran è un partito politico somalo fondato nel dicembre del 2018. Il partito è stato fondato in vista delle elezioni che si sarebbe dovute tenere in Somalia nel 2020.
Il partito è guidato da Sharif Sheikh Ahmed che era già stato presidente della Somalia dal 2009 al 2012, egli è indicato da taluni come il "padre della moderna Somalia" a causa dei suoi successi quando ha servito come presidente del Governo federale di transizione dal 2009 al 2012.